# Kalender für Sternfreunde

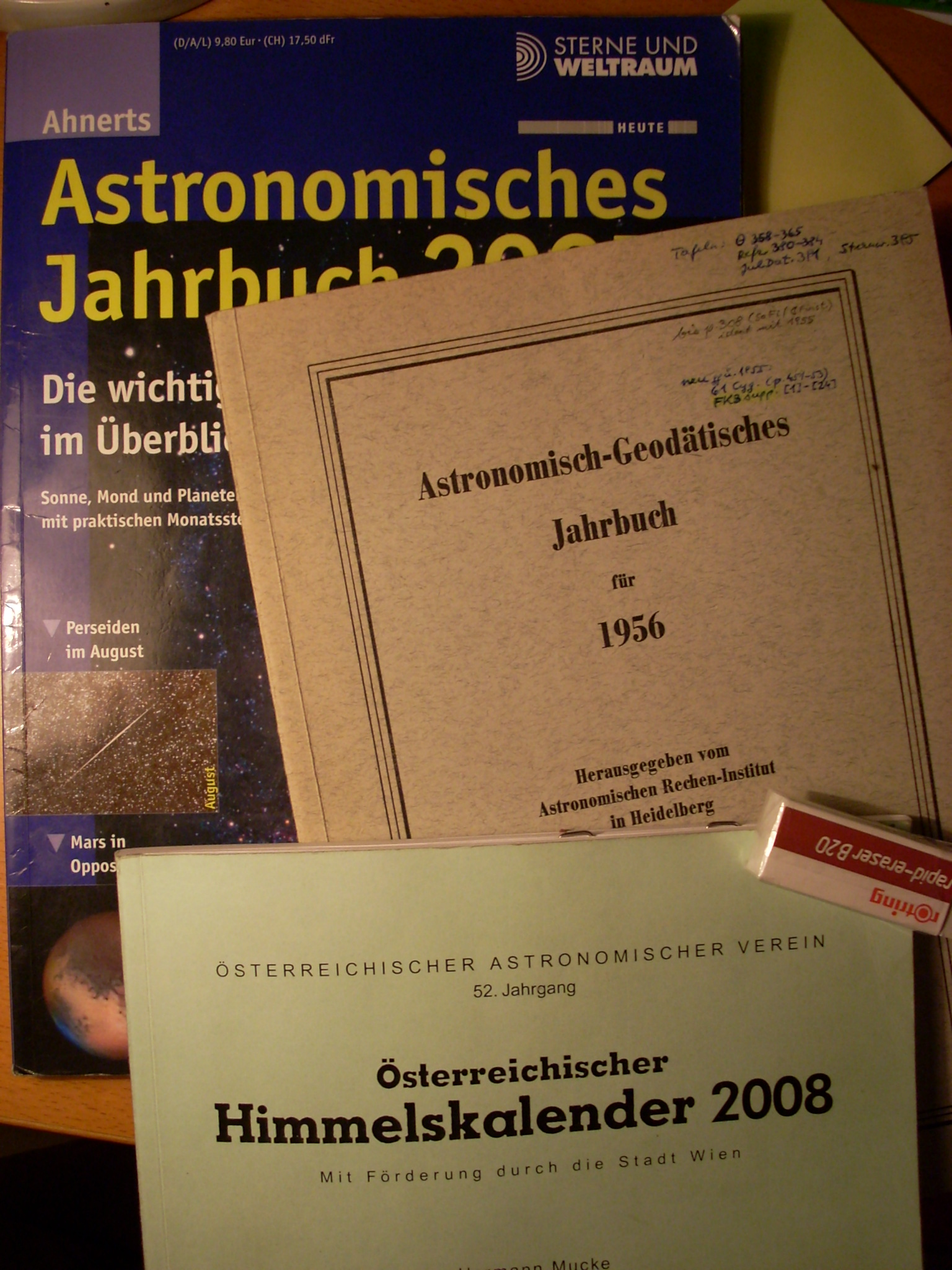
Zwei speziell für Amateurastronomen konzipierte Jahrbücher und das umfangreiche Jahrbuch des Heidelberger Recheninstituts

Der Kalender für Sternfreunde, auch Ahnerts Astronomisches Jahrbuch, war ein astronomisches Jahrbuch, das der Astronom Paul Ahnert erstmals 1948 für ambitionierte Amateurastronomen veröffentlichte und das in immer wieder veränderter Form bis 2014 erschien.

## Geschichte
Paul Ahnert gab den Kalender für Sternfreunde mit Unterstützung durch die Sternwarte Sonneberg ununterbrochen ab der Ausgabe 1949 heraus, zunächst in den Verlagen Werden und Wachsen in Weimar und Rudolf A. Lang in Pößneck, anschließend im Verlag Johann Ambrosius Barth in Leipzig. Außer erklärenden Texten zu den umfangreichen Ephemeriden in Tabellenform sowie graphischen Darstellungen enthielten die Jahrbücher (im A5-Format, zunächst in Broschur, ab Ausgabe 1983 in gebundener Form) auch aktuelle Forschungsberichte aus den Bereichen Astronomie, Astrophysik und Astronautik. Während der deutschen Teilung war dieses astronomische Jahrbuch eine der wenigen Publikationen aus der DDR, die auch in der BRD regelmäßig eine treue Leserschaft hatte und von Amateur- und Fachastronomen in Ost und West gleichermaßen geschätzt wurde.
Nach der Jubiläumsausgabe zum 40. Jahrgang 1988 übergab Paul Ahnert die Redaktion an den Sonneberger Astrophysiker Rainer Luthardt, der es auch nach Aufhebung der deutschen Teilung bis zur Ausgabe 1993 unter dem Titel Ahnerts Kalender für Sternfreunde. Kleines astronomisches Jahrbuch im Johann Ambrosius Barth Verlag Leipzig herausgab. Der Verlag trennte sich von Rainer Luthardt, als die Sternwarte Sonneberg 1994 ihren Status als öffentlich geförderte Forschungseinrichtung verlor und seine Zukunft als Astronom bzw. Astrophysiker ungewiss war. Rainer Luthardt wollte die mit der Sternwarte Sonneberg verbundene Tradition des astronomischen Jahrbuchs fortsetzen und gab im Harri Deutsch Verlag Frankfurt a. M. 1994 und 1995 den Sonneberger Kalender für Sternfreunde und danach bis 2000 das Sonneberger Jahrbuch für Sternfreunde heraus.
Nach der Übernahme des Johann Ambrosius Barth Verlag Leipzig durch den Heidelberger Hüthig Verlag erschien Ahnerts Kalender für Sternfreunde bis zur Ausgabe 1999 im Johann Ambrosius Barth Verlag, Hüthig GmbH, Heidelberg unter den Herausgebern Lutz D. Schmadel, Gernot Burkhardt, Siegfried Marx (bis 1995) und Thomas Neckel (ab 1997). Danach übernahm der Verlag Sterne und Weltraum in der Hüthig GmbH die Rechte am Namen Ahnert. Die Herausgabe wurde von Thomas Neckel in Zusammenarbeit mit Oliver Montenbruck weitergeführt.
Ab der Ausgabe 2001 erschien das Jahrbuch, das seine Abonnenten weiterhin Ahnert nannten, unter dem Titel Ahnerts Astronomisches Jahrbuch. Den Himmel beobachten und verstehen, ab 2003 im Verlag Sterne und Weltraum, Spektrum der Wissenschaft Verlagsgesellschaft, Heidelberg. Zum Jahrgang 2004 wurde das Format vom Buchformat A5 auf das broschierte Magazinformat A4 umgestellt, mit grundlegend überarbeitetem und modernisiertem Layout, gleichzeitig erfolgte eine Änderung des Untertitels zu Ahnerts Astronomisches Jahrbuch. Die wichtigsten Ereignisse im Überblick. Eine erneute Änderung des Untertitels geschah mit der Ausgabe 2010, nun lautete der vollständige Titel Ahnerts Astronomisches Jahrbuch. Beobachtungstipps für den Sternenhimmel.
Die letzte Umbenennung erfolgte mit dem Jahrgang 2014. In der Tradition von Paul Ahnert erschien das Jahrbuch nun wieder unter dem ursprünglichen Titel Kalender für Sternfreunde. Beobachtungstipps für das Himmelsjahr mit veränderter Struktur und neuen Schwerpunkten. Dieser Jahrgang (2014) war auch gleichzeitig die letzte Ausgabe des Ahnert, da der Verlag im September 2014 entschied, den Kalender für Sternfreunde als eigenständiges Produkt nicht mehr weiterzuführen. Stattdessen erschien für die folgenden vier Jahre (2014–2018) der interstellarum- bzw. Abenteuer Astronomie-Himmelsalmanach als kurzlebiger Nachfolger des „Ahnert“.

## Überblick der Jahrgänge
- Kalender für Sternfreunde. Kleines astronomisches Jahrbuch. Verlag Werden und Wachsen, Weimar (Jahrgang 1949; Herausgeber: Paul Ahnert)
- Kalender für Sternfreunde. Kleines astronomisches Jahrbuch. Rudolf A. Lang Verlag, Pößneck (2 Jahrgänge: 1950 u. 1951; Herausgeber: Paul Ahnert)
- Kalender für Sternfreunde. Kleines astronomisches Jahrbuch. J. A. Barth Verlag, Leipzig (37 Jahrgänge: 1952–1988; Herausgeber: Paul Ahnert); weitergeführt als...
  - Ahnerts Kalender für Sternfreunde. Kleines astronomisches Jahrbuch. J. A. Barth Verlag, Leipzig (ab 1992 Barth Verlagsgesellschaft Leipzig Berlin Heidelberg) (7 Jahrgänge: 1989–1995; Herausgeber: Rainer Luthardt (bis 1993), ab 1994 Lutz D. Schmadel, Gernot Burkhardt, Siegfried Marx)
  - Sonneberger Kalender für Sternfreunde. Harri Deutsch Verlag, Frankfurt a. M. (2 Jahrgänge: 1994 u. 1995; Herausgeber: Rainer Luthardt)
  - Sonneberger Jahrbuch für Sternfreunde. Harri Deutsch Verlag, Frankfurt a. M. (5 Jahrgänge: 1996–2000; Herausgeber: Rainer Luthardt); letzte Ausgabe Sonneberger Jahrbuch für Sternfreunde 2000. ISBN 3817120001
- Ahnerts Kalender für Sternfreunde. Kleines astronomisches Jahrbuch. J. A. Barth Verlag, Hüthig GmbH, Heidelberg (ab 2000 Verlag Sterne und Weltraum, Hüthig GmbH, Heidelberg) (5 Jahrgänge: 1996–2000; Herausgeber: Gernot Burkhardt, Lutz D. Schmadel (beide bis 1999), Thomas Neckel (ab 1997), Oliver Montenbruck (ab 2000))
- Ahnerts Astronomisches Jahrbuch. Den Himmel beobachten und verstehen. Verlag Sterne und Weltraum, Hüthig GmbH, Heidelberg (2 Jahrgänge: 2001 u. 2002; Herausgeber: Thomas Neckel, Oliver Montenbruck)
- Ahnerts Astronomisches Jahrbuch. Die wichtigsten Ereignisse im Überblick. Verlag Sterne und Weltraum, Spektrum der Wissenschaft Verlagsgesellschaft mbH, Heidelberg (6 Jahrgänge: 2003–2009; Herausgeber: Thomas Neckel (bis 2008), Oliver Montenbruck, Klaus-Peter Schröder (2009))
- Ahnerts Astronomisches Jahrbuch. Beobachtungstipps für den Sternenhimmel. Verlag Sterne und Weltraum, Spektrum der Wissenschaft Verlagsgesellschaft mbH, Heidelberg (4 Jahrgänge: 2010–2013; Herausgeber: Oliver Montenbruck, Klaus-Peter Schröder (bis 2012), Uwe Reichert)
- Kalender für Sternfreunde. Beobachtungstipps für das Himmelsjahr. Verlag Sterne und Weltraum, Spektrum der Wissenschaft Verlagsgesellschaft mbH, Heidelberg (Herausgeber: Oliver Montenbruck, Uwe Reichert); letzte Ausgabe Kalender für Sternfreunde 2014. ISSN 1612-2410 ISBN 978-3-943702-44-6